# The London Gazette
The London Gazette – najstarsza działająca gazeta angielska i najstarsza publikowana gazeta w Zjednoczonym Królestwie. Jej pierwsza publikacja nastąpiła 7 listopada 1665, pod nazwą Oxford Gazette  (król Karol II w tym roku przeniósł się tymczasowo do Oksfordu w celu uniknięcia zarazy). Gazeta jest oficjalnym dziennikiem urzędowym w Wielkiej Brytanii, publikującym wszelkie ogłoszenia królewskie i rządowe, m.in. nominacje generalskie i przyznane odznaczenia.
Od 1889 gazeta jest publikowana przez Her Majesty's Stationery Office, w latach dziewięćdziesiątych firma została sprywatyzowana i działa obecnie pod nazwą The Stationery Office (TSO).
Od 2005 London Gazette jest wydawana codziennie, z wyjątkiem sobót, niedziel i dni wolnych od pracy (święto bankowe).